# Zvonice (Tichá)
Dřevěná zvonice se nachází v obci Tichá v okrese Nový Jičín na místním hřbitově. 

## Historie
Po požáru dřevěného kostela svatého Mikuláše v obci Tichá byla postavena ze zbytků trámů kostela na místním hřbitově (u kostela) dřevěná zvonice. V roce 2009 byla nahrazena replikou. Ve zvoničce je zavěšený malý zvon.

## Popis
Na krychlový základ o půdorysu 2 × 2 m nasedá jehlanovitá část ukončená zvonovým patrem a cibulovou střechou. Jehlanová část je pobita šindelem.